# NGC 2819
NGC 2819 (również PGC 26274 lub UGC 4924) – galaktyka eliptyczna (E), znajdująca się w gwiazdozbiorze Raka. Odkrył ją Albert Marth 21 grudnia 1863 roku.